# Diastema gymnoleuca
Diastema gymnoleuca är en tvåhjärtbladig växtart som beskrevs av Alexander Gilli. Diastema gymnoleuca ingår i släktet Diastema och familjen Gesneriaceae. Inga underarter finns listade i Catalogue of Life.